# Fricción (banda)
Fricción fue un supergrupo argentino de new wave y post punk formado en 1985, por reconocidos músicos del rock argentino de la generación de los años 80 como Richard Coleman (guitarra, voz), Gustavo Cerati (guitarra), Gonzo Palacios (saxofón), Celsa Mel Gowland (voz y coros) y Christian Basso (bajo). La banda duró tres años, debido a complicaciones en las agendas de las respectivas bandas de sus integrantes, pero le alcanzó para ganar aclamación y quedar como una de las bandas emblemáticas de la era dorada del rock argentino.

## Biografía
Liderada por Richard Coleman, nació de la necesidad de cada integrante de hacer canciones para sus respectivos grupos. Fueron elegidos "Banda revelación" en el año 1986, por el suplemento Sí! del diario Clarín. En ese mismo año, Gustavo Cerati, que en esta banda se limitaba más como instrumentista que como compositor, rol que llevaba en Soda Stereo, produjo el primer álbum de la banda, llamado Consumación o consumo. En este disco se sumó la participación de Gonzalo Palacios en saxofón y Celsa Mel Gowland en coros. Se destacan los temas «Perdiendo el contacto», «Autos sobre mi cama» y «Arquitectura moderna», con Cerati como guitarrista invitado. Dieron recitales en La Falda (festival), y en el teatro Santa María entre otros.
Había problemas en el cronograma de recitales de Gustavo, debido a que lideraba Soda Stereo, y tenía gran cantidad de conciertos. Al mismo tiempo, Coleman, Basso y Samalea fueron llamados para acompañar a la banda soporte de Charly García, Las Ligas.
En el año 1987, Fricción ya contaba con una nueva formación, ingresaron Daniel Castro (bajo), Roly Ureta (guitarras) y Daniel Ávila (batería), grabaron su segundo disco Para terminar del año 1988, que incluye el tema «Héroes» de David Bowie. Este disco no tuvo difusión, debido a que la compañía discográfica cerró, lo que llevó a la lenta disolución del grupo en 1989.
En 1992, Richard Coleman formó una banda llamada Los 7 Delfines. También colaboró en los álbumes Ahí vamos (2006) y Fuerza natural (2009) de Gustavo Cerati. Posteriormente desarrolló una carrera solista, editando hasta el momento cinco álbumes de estudio.

## Integrantes
- Richard Coleman - Guitarra y voz
- Fernando Samalea - Batería
- Christian Basso - Bajo
- Gustavo Cerati - Guitarra
- Gonzalo Palacios - Saxo
- Celsa Mel Gowland - Coros
- Santiago Olmedo - Batería
- Daniel Castro - Bajo 2.ª Formación
- Roly Ureta - Guitarras 2.ª Formación
- Daniel Ávila - Batería 2.ª Formación

## Discografía

### Álbumes de estudio
| Año  | Álbum de estudio                                                          | Canciones |
| ---- | ------------------------------------------------------------------------- | --- |
| 1986 | Consumación o consumo - Álbum debut de Fricción - Discográfica: Interdisc | Lado A"Perdiendo el contacto", "Arquitectura moderna", "Autos sobre mi cama", "Entre sábanas" Lado B"A veces llamo", "Durante la demolición", "Prisión emocional", "Gabinetes de amor". |
| 1988 | Para terminar - Segundo álbum de Fricción - Discográfica: Interdisc       | Lado A"Máquina veloz", "Lluvia negra", "Instantes de cielo", "Sin plegarias" Lado B"Enjaulados", "Amar con lástima", "Para terminar", "Heroes" (cover de David Bowie).                  |

### Álbumes compilados
- El álbum (1994)
- Héroes - Antología 1986-1988 (2004)